# کسیل
کسیل روستایی در ۵۴ کیلومتری جاده چالوس است. با آب هوایی کوهستانی و مردمانی اغلب باغدار و کم‌تر دامدار. امروزه به جهت مهاجرت‌های گسترده این روستا به منطقه ای خوش‌نشین تبدیل گردیده و در زمستان تنهاهفت تا هشت خانوار ساکن دارد. ویژگی شاخص آن طبیعتی بکر در ارتفاعات است. قلعه لورا یا همان کسیل متعلق به قرن هفتم هجری قمری از آثارتاریخی آن است؛ که تا عصر صفوی نیز مسکونی بوده و در این عصر همچون اغلب قلاع اسماعیله در دامنه جنوبی رشته کوه البرز برای همیشه متروک کردید. روستای کلارود وگشنادر در فرا دست آن و تنگه کسیل در فرو دست آن قرار دارد. تا سال ۵۷(قبل از انقلاب بهمن ماه) فاقد جاده ماشین رو و آب لوله‌کشی و برق وتلفن بود. به تدریج دارای امکانات فوق شد و در سال ۸۶ نخستین تلفن شخصی ثابت وارد روستا گردید. اما مو بایل همچنان خط نمی‌دهد. (۱)
کسیل روستایی است ییلاقی با جمعتی اندک در زمستان وساکنانی بیشتر در تابستان . در طی سه دهه گذشته به جهت روند شتابان مهاجرت به شهر دامپروری آن رو به نابودی کامل رفته‌است. باغداری آن بدون وجود سیستمی منظم همچنان نیمه نفسی دارد. از محصولات باغی آن می‌توان به سیب و گلابی و گیلاس و گردو و آلبالو اشاره نمود. طبیعت بکر، کوه‌هاو چشهه سارهای زیبا، قلاع (قلعه دختر لورا) وغار طبیعی کشکون از نقاط شاخص دیدنی آن است. استفاده از آب و هوای بسیارعالی این منطقه به شما روح تازه ای می‌بخشد.
تاتی زبان مادری مردم روستای کسیل است.